# كياثون خادع
كياثون خادع (الاسم العلمي: Cyathea fallax) هو نوع من النبات يتبع جنس الكياثون من الفصيلة الكياثونية.